# Sœurs vestiaires de Jésus
Les Sœurs vestiaires de Jésus (en latin : Congregatio Sororum Vestiariarum Iesu) est une congrégation religieuse apostolique et contemplative de droit pontifical. 

## Histoire
La congrégation est fondée le 12 novembre 1882 à Zakroczym par le capucin Honorat de Biala (1829-1916) et Josèphe Kaweckiej (1821-1886) dans le but de fournir des paramentiques aux églises pauvres et de pratiquer l'adoration eucharistique en esprit de réparation.
Avec le consentement du fondateur, les sœurs déménagent dans le diocèse de Włocławek et fondent la première maison à Zagórów avec un noviciat et un atelier de confection de vêtements et linges liturgiques. En 1898, l'évêque Bereśniewicz érige la communauté en institut religieux de droit diocésain.
L'institut est agrégé aux Frères mineurs capucins le 10 mars 1900 et reçoit le décret de louange le 15 août 1982.

## Activités et diffusion
Les sœurs se consacrent à la confection de paramentiques et à l'adoration eucharistique.
Elles sont présentes en Pologne et aux États-Unis.
La maison-mère est à Varsovie. 
En 2017, la congrégation comptait 76 sœurs dans 12 maisons.